# ماریان کاندوس
ماریان کاندوس (انگلیسی: Marjan Kandus؛ ۲۳ سپتامبر ۱۹۳۲ – ۲۱ نوامبر ۲۰۲۴) بازیکن بسکتبال اهل یوگسلاوی بود.
وی در مسابقات کشوری و بین‌المللی در مجموع، برندهٔ ۱ مدال طلا و ۱ مدال نقره شده‌است.
کاندوس در ۲۱ نوامبر ۲۰۲۴، در سن ۹۳ سالگی درگذشت.